# Bawtry
Bawtry är en ort och civil parish i grevskapet South Yorkshire i England. Orten ligger i distriktet Doncaster vid gränsen till Nottinghamshire, cirka 13 kilometer sydost om Doncaster. Tätortsdelen (built-up area sub division) Bawtry hade 3 573 invånare vid folkräkningen år 2011.